# Tortora (colore)
Il tortora è un colore. Nasce come una rappresentazione del colore del piumaggio dell'uccello tortora che ha le piume di colore grigio chiaro con delle sfumature di marrone e beige.

## Caratteristiche colore
Il tortora è un colore naturale che viene fuori dalla combinazione del grigio e beige con un timbro caldo che lo avvicina al colore marrone chiaro. Lo si può distinguere dal colore grigio freddo e dal beige più caldo, presentandosi come una tonalità sofisticata ma discreta.

## Evoluzione del colore
Nel tempo il colore tortora è diventato sempre più accessibile. Oggi è utilizzato in vari settori, in particolare nel design, è anche un colore apprezzato nella moda per la sua versatilità.

## Utilizzo
Il colore tortora ha una comparsa ciclica nell'interior design, nella moda e nell'arte. Ciò che rende un colore come questo senza tempo è che non è mai una tonalità alla moda. Non è "di moda" usare il tortora, il che vuol dire che non c'è mai stato un periodo in cui è stato usato in modo eccessivo. Il periodo in cui il tortora è stato popolare è il periodo dell'epoca della seconda guerra mondiale, quando i colori neutri erano molto utilizzati. Questa tonalità è diventata più diffusa alla fine degli anni '90, quando le palette minimaliste hanno preso il sopravvento nell'arredamento d'interni.

## Nell'arredamento d'interni
Versatilità: Il tortora si abbina in modo facile con molti colori, può essere combinato sia con colori di tono scuro che con colori di tono chiaro per.
Atmosfera: La tonalità calda e neutra del tortora aiuta a creare ambienti tranquilli e rilassanti, infatti spesso viene utilizzato in camere da letto, salotti o spazi in cui si vuole sensazione di calma e serenità.
Eleganza: Il tortora spesso viene scelto per ambienti di alta classe perché trasmette una sensazione di eleganza.
Abbinamenti: Si abbina bene a materiali naturali come il legno, il marmo e il vetro.

## Nella moda
Colore neutro: Viene considerato come "base" ideale per abiti e accessori. Essendo un colore neutro si può abbinare facilmente con colori più vivaci o contrastanti, ma è anche elegante da solo.
Adatto: Il tortora è una scelta classica che va bene in tutte le stagioni.
Sfumature: Nella moda si trovano varie varianti del colore come il tortora chiaro o il tortora scuro.

## Nel design
Tendenze: Il design sta diventando sempre più minimalista e il tortora è un colore perfetto per creare spazi senza eccessi.
L'uso: Con l'aumento di spazi abitativi multifunzionali, il tortora viene scelto per creare ambienti che sono sia pratici che coerenti in modo stilistico.

## Significato
Il colore tortora è spesso associato a calma, serenità e stabilità grazie alla sua origine e alla sua tonalità soft. La tortora, come uccello, è classificata come un simbolo di pace, e questo si rispecchia nell'uso del colore in contesti che richiedono un'atmosfera rilassante e armoniosa. Inoltre, il colore tortora è spesso scelto per rappresentare raffinatezza, discrezione e eleganza.